# 格拉納特峰 (格拉納特山脈)

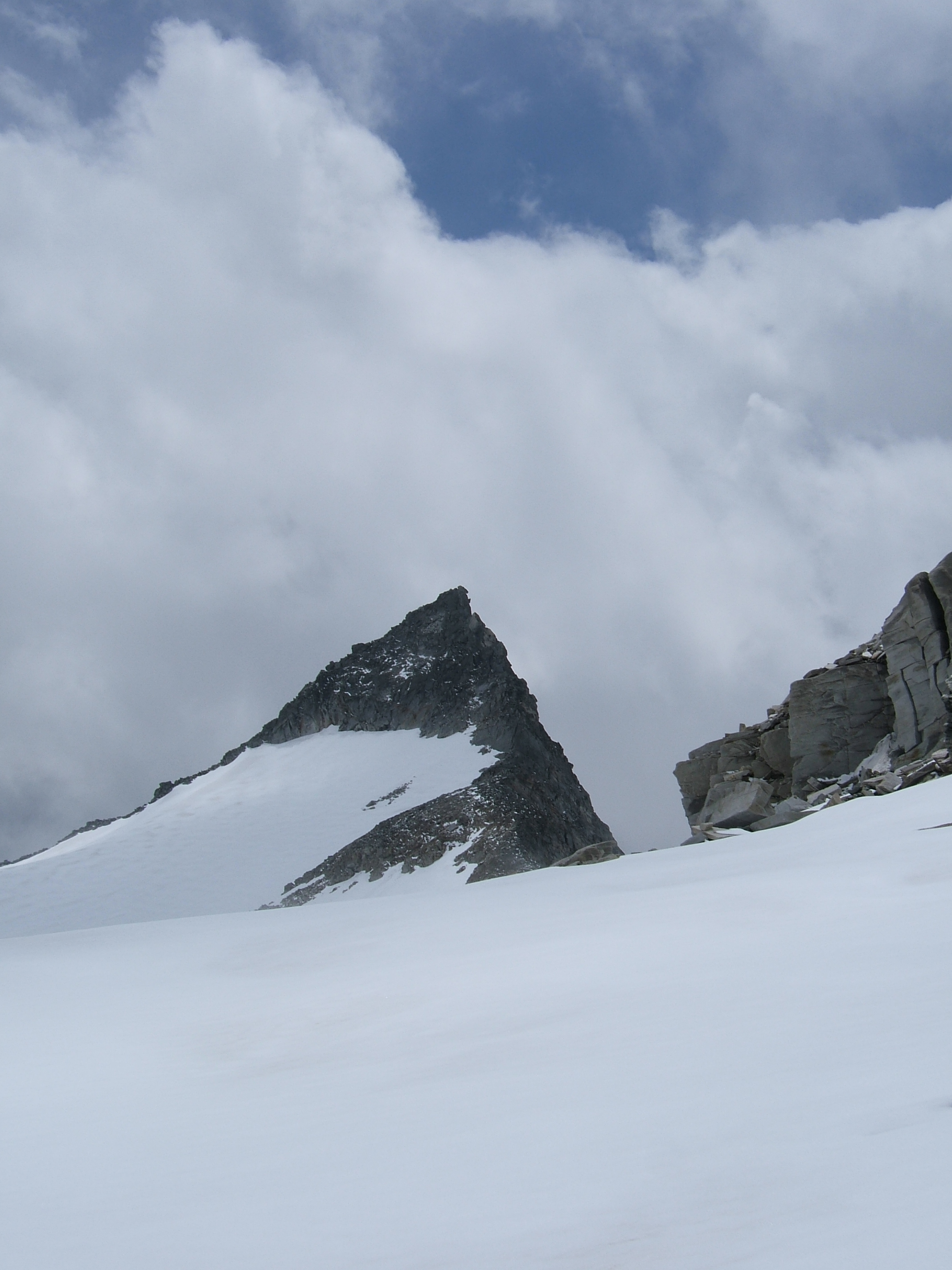

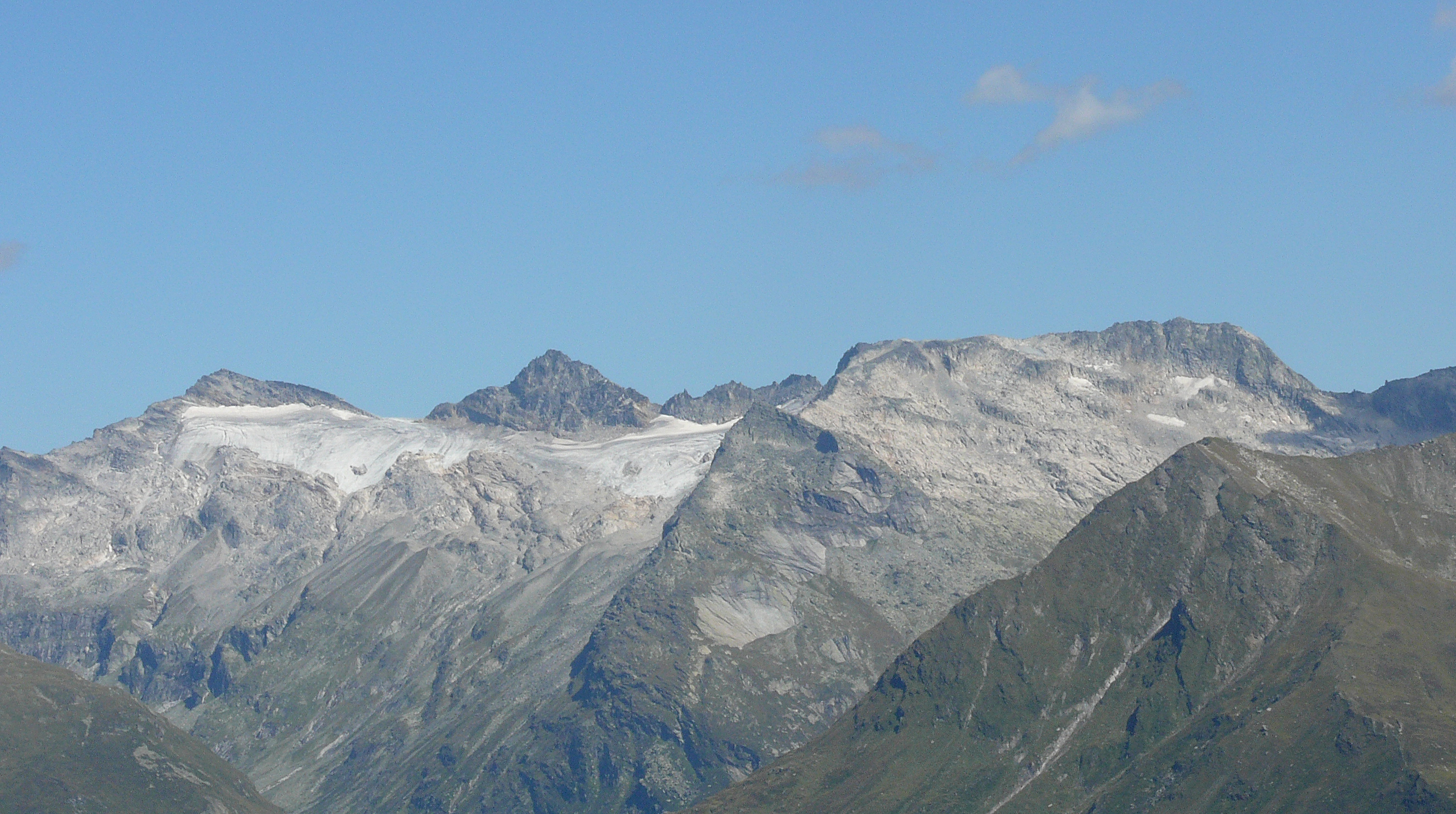

47°7′29″N 12°35′31″E / 47.12472°N 12.59194°E
格拉納特峰（德語：Granatspitze），是奧地利的山峰，位於該國中部，處於薩爾茨堡州和蒂羅爾州接壤的邊界，屬於格拉納特山脈的一部分，距離施圖巴赫松布利克山0.9公里，海拔高度3,086米，每年平均降雨量2,073毫米。